# Nitrat de magnesi
El nitrat de magnesi és un compost iònic de cations magnesi(2+), {\displaystyle {\ce {Mg^2+}}}, i anions nitrat, {\displaystyle {\ce {NO3-}}}, de fórmula {\displaystyle {\ce {Mg(NO3)2}}}. És una sal higroscòpica, per la qual cosa a l'aire ràpidament forma l'hexahidrat {\displaystyle {\ce {Mg(NO3)2 . 6H2O}}}. És molt soluble tant en aigua com en etanol.

## Producció
El nitrat de magnesi es troba en les mines i cavernes en la seva forma hexahidratada. Aquesta forma no s'empra comercialment. El nitrat de magnesi utilitzat en el comerç és un producte industrial. Es pot sintetitzar mitjançant varis processos, com la reacció entre l'àcid nítric i el magnesi:
{\displaystyle {\ce {2 HNO3 + 4Mg -> 4Mg(NO3)2 + NH4NO3 + 3H2O}}}
O òxid de magnesi:
{\displaystyle {\ce {2HNO3 + MgO -> Mg(NO3)2 + H2O}}}
L'hidròxid de magnesi i el nitrat d'amoni també reaccionen per formar nitrat de magnesi donant amoníac com a subproducte.
{\displaystyle {\ce {Mg(OH)2 + 2NH4NO3 -> Mg(NO3)2 + 2NH3 + 2 H2O}}}
És difícil d'aïllar-lo en forma anhidra. Pot preparar-se a temperatura ambient per dissolució de MgO, Mg(OH)₂ o MgCO₃, en HNO₃,seguit d'evaporació del dissolvent i de la cristal·lització.

## Reaccions
El nitrat de magnesi reacciona amb l'hidròxid de metall alcalí per formar el següent nitrat:
{\displaystyle {\ce {Mg(NO3)2 + 2 NaOH -> Mg(OH)2 + 2 NaNO3}}}
Té una alta afinitat per l'aigua, escalfar l'hidrat no dona lloc a la deshidratació de la sal, sinó a la seva descomposició en òxid de magnesi, oxigen i òxids de nitrogen:
{\displaystyle {\ce {2 Mg(NO3)2 -> 2 MgO + 4 NO2 + O2}}}
L'absorció d'aquests òxids de nitrogen en l'aigua és una manera possible de sintetitzar àcid nítric. Encara ineficient, aquest mètode no requereix l'ús de qualsevol àcid fort.
El seu compost anhidre també s'utilitza per augmentar la concentració d'àcid nítric més enllà del seu azeòtrop d'àcid nítric, aproximadament el 68% i 32% d'aigua. També s'utilitza a vegades com un dessecant.

## Usos

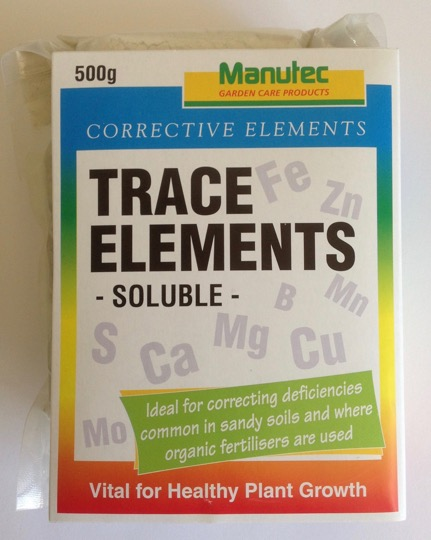
Fertilitzant que aporta magnesi per mitjà del nitrat

S'utilitza en les indústries de la ceràmica, la impressió, químics i agrícoles. El seu grau de fertilitzants té un 10,5% de nitrogen i 9,4% de magnesi, de manera que apareix com 10.5-0-0 + 9,4% de Mg. Les mescles de fertilitzants que contenen nitrat de magnesi en general tenen nitrat d'amoni, nitrat de calci, nitrat de potassi i micronutrients; aquestes barreges s'utilitzen en el comerç d'hivernacle i cultius hidropònics.